# Melt Away: A Tribute to Brian Wilson
Melt Away: A Tribute to Brian Wilson es el octavo álbum de estudio del dúo estadounidense She & Him.  El álbum fue publicado por Fantasy Records el 22 de julio de 2022. Es un álbum tributo a Brian Wilson, cofundador de los Beach Boys, con versiones de canciones de los Beach Boys escritas por Wilson, además de presentar a Brian Wilson en el canción «Do It Again».

## Recepción de la crítica
En Metacritic, el álbum obtuvo un puntaje promedio de 71 sobre 100, basado en 5 críticas, lo cual indica “reseñas generalmente positivas”.

## Lista de canciones
Todas las canciones escritas y compuestas por Brian Wilson y Mike Love, excepto donde esta anotado. 
| N.º | Título                                      | Escritor(es)             | Duración |  |
| 1.  | «Darlin'»                                   |                          | 2:59     |  |
| 2.  | «Wouldn't It Be Nice»                       | Wilson, Love, Tony Asher | 2:58     |  |
| 3.  | «'Til I Die»                                | Wilson                   | 3:22     |  |
| 4.  | «Deirdre»                                   | Wilson, Bruce Johnston   | 3:21     |  |
| 5.  | «Melt Away»                                 | Wilson                   | 3:52     |  |
| 6.  | «Good to My Baby»                           |                          | 1:52     |  |
| 7.  | «Don't Talk (Put Your Head on My Shoulder)» | Wilson, Asher            | 3:32     |  |
| 8.  | «Don't Worry Baby»                          | Wilson, Roger Christian  | 3:24     |  |
| 9.  | «This Whole World»                          | Wilson                   | 3:07     |  |
| 10. | «Kiss Me, Baby»                             |                          | 2:50     |  |
| 11. | «Do It Again» (con Brian Wilson)            |                          | 2:37     |  |
| 12. | «Heads You Win–Tails I Lose»                | Wilson, Gary Usher       | 1:53     |  |
| 13. | «Please Let Me Wonder»                      |                          | 3:05     |  |
| 14. | «Meant for You»                             |                          | 1:31     |  |

## Créditos y personal
Créditos adaptados desde las notas de álbum.
She & Him
- Zooey Deschanel – voces, arreglos
- M. Ward – voces, arreglos, guitarra, teclado, Vocoder

Músicos adicionales
- Brian Wilson – voces (11)
- José Medeles – batería (todas menos 2)
- Danny Frankel – batería (2)
- John Perrin – batería (11)
- Joey Spampinato – bajo eléctrico
- Paul Brainard – guitarra de acero con pedal, trompeta
- Mark Powers – percusión

## Posicionamiento
| Gráfica (2022)                  | Pico de posición |
| ------------------------------- | ---------------- |
| Escocia (Scottish Albums Chart) | 33               |